# Ali Mahmoud Hassan
Ali Mahmoud Hassan (arabiska: علي محمود حسن), född 15 december 1919, i Kairo, död 10 september 1998, var en egyptisk brottare som tog OS-silver i bantamvikt i grekisk-romersk stil 1948 i London.